# HC Kunlun Red Star
El HC Kunlun Red Star (en chino tradicional, 北京崑崙鴻星 o 崑崙鴻星; en chino simplificado, 北京昆仑鸿星 or 昆仑鸿星; pinyin, Běijīng Kūnlún Hóngxīng o Kūnlún Hóngxīng) es un club profesional de hockey sobre hielo con sede en Pekín, China. El club fue fundado en marzo de 2016 para disputar la Kontinental Hockey League (KHL) desde la temporada 2016–17.

## Historia
En marzo de 2016, los representantes de Kunlun Red Star y la KHL firmaron un protocolo de intención para que un equipo con sede en China ingresara a la Kontinental Hockey League (KHL), la liga de hockey sobre hielo más importante de Eurasia y la segunda más potente sólo superada por la NHL. El protocolo fue firmado por el representante de la Federación Rusa de Hockey sobre Hielo Vladislav Tretiak, el presidente de la KHL Gennady Timchenko y el consejo de Kunlun Red Star. A mediados de abril, el presidente de la IIHF (René Fasel) compartió su opinión sobre la intención del club chino de unirse a la KHL. Expresó su esperanza de que esto ayude a China a llevar su hockey a un nivel más alto.

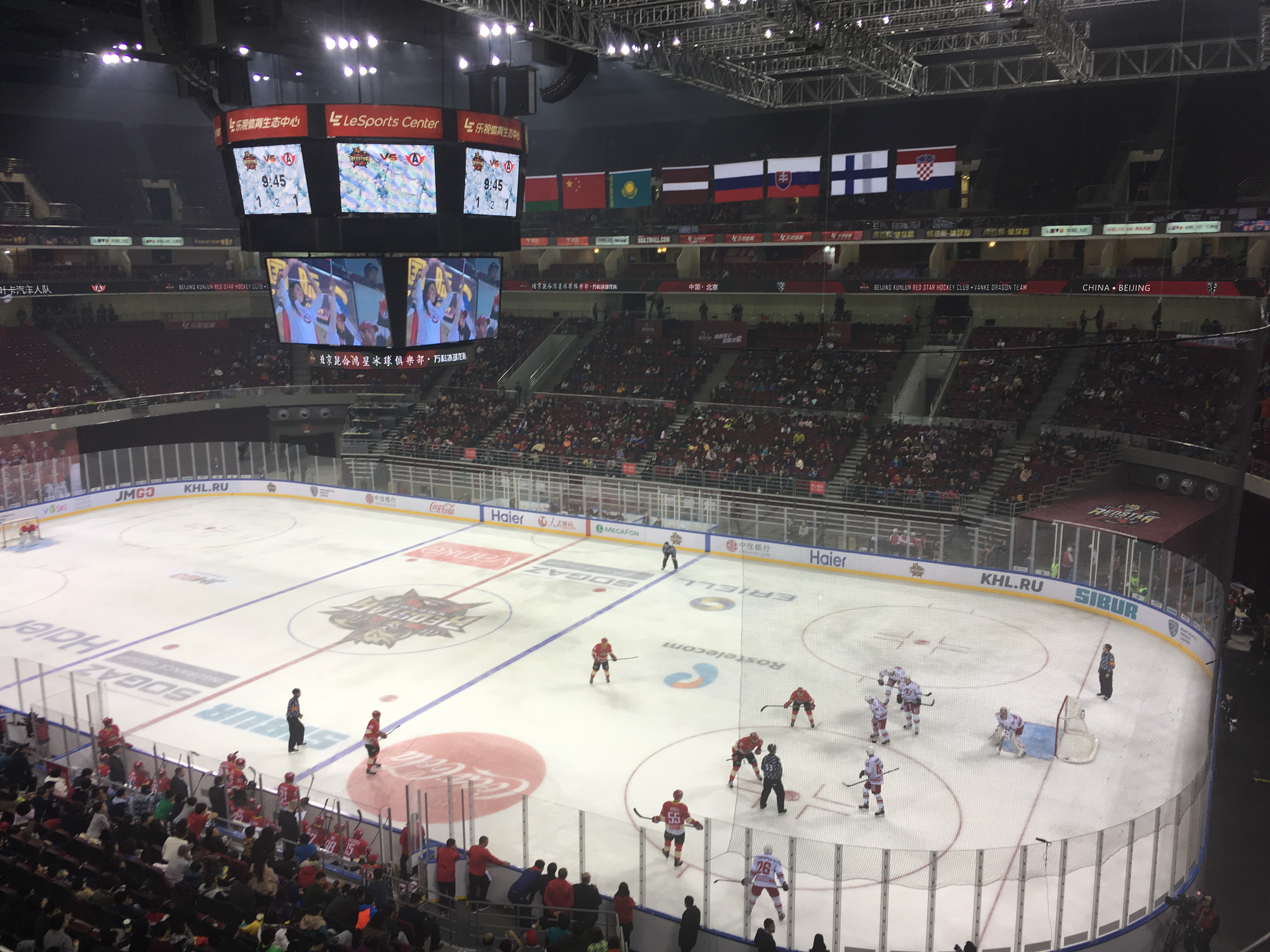
Partido en Pekín entre el Kunlun Red Star y el Avtomobilist Yekaterinburg en 2016.

Si el club cumplía con sus condiciones económicas contractuales antes del 30 de abril de 2016, se les permitiría incorporarse a la KHL. De acuerdo con Roman Rotenberg, el HC Kunlun Red Star aplicó para cumplir sus obligaciones, pero debido al número coherente de formalidades, la decisión final se tomaría en junio de 2016. A principios de mayo, el presidente de KHL Dmitry Chernyshenko consideró la afiliación de la club a la liga como un acuerdo ya hecho: "El club ha proporcionado todos los documentos a escena, la estructura del club, las finanzas, y tienen el permiso de la Asociación China de Hockey sobre Hielo".
Se anunció el 25 de junio de 2016 que la junta directiva de la KHL había aceptado oficialmente la solicitud del club y que participarían en la próxima temporada KHL 2016-17. La ceremonia de entrega de Beijing incluyó al presidente ruso Vladímir Putin y su homólogo chino Xi Jinping.
El equipo juega sus partidos en casa en el LeSports Center en Beijing y en el Pabellón del Centro Deportivo de Shanghái. En noviembre de 2016 se informó que el equipo estaba jugando sus juegos en el Centro de Patinaje Feiyang en Shanghái, ya que la instalación de Beijing estaba llena de conciertos y juegos de baloncesto, aunque debían regresar a Beijing en diciembre.